# Seminarul din Halki
Seminarul din Halki, oficial Școala Teologică din Halki (în greacă Θεολογική Σχολή Χάλκης și turcă Ortodoks Ruhban Okulu), a fost fondat la 1 octombrie 1844 pe insula Halki (în turcă: Heybeliada), cea de-a doua insulă ca mărime dintre Insulele Principilor, aflate în Marea Marmara. A fost principala școală de teologie a Patriarhiei Ecumenice a Constantinopolului până când Parlamentul turc a adoptat în 1971 o lege prin care a interzis instituțiile private de educație superioară. Școala teologică se află în vârful Dealului Speranței, pe teritoriul mănăstirii Sfânta Treime, datată din epoca bizantină. Clădirile școlii continuă să fie păstrate de mănăstire și sunt folosite pentru a găzdui conferințe. Vizitarea insulei se poate face printr-o călătorie pe mare cu o ambarcațiune ce pleacă de pe țărmul Istanbulului și ajunge la destinație într-o oră. Din ianuarie 2011 o campanie internațională de redeschidere a acestei școli teologice a intrat în cel de-al patruzecilea an al său, fapt menționat de Ben Cardin, senator american de Maryland, în Congresul Statelor Unite, în timpul celei de-a doua Sesiuni de Proceduri și Dezbateri a celui de-al 111-lea Congres.

## Istorie
Seminarul este localizat pe teritoriul Mănăstirii Sfânta Treime, fondată de Patriarhul Fotie I cu aproape o mie de ani înainte de fondarea școlii teologice. În timpul stăpânirii otomane, mănăstirea a ajuns în stare de deteriorare. În 1844 patriarhul Gherman al IV-lea a transformat mănăstirea într-o școală de teologie, ce a fost inaugurată pe 1 octombrie 1844. Toate clădirile, cu excepția capelei din secolul al XVII-lea, au fost distruse de cutremurul din Istanbul din 1894, dar au fost reconstruite de arhitectul Periklis Fotiadis și inaugurate pe 6 octombrie 1896. De asemenea, aceste clădiri au fost renovate în anii 1950.
Când a fost înființată în 1844, școala avea șapte clase, patru de nivel de școală superioară și trei de nivel mai înalt (clasele teologice). În 1899, divizarea școlii superioare a fost dizolvată și școala a început să funcționeze ca o academie cu cinci clase. În 1923, în urma înființării Republicii Turcia, sistemul de șapte clase a fost restabilit (4 de școală superioară + 3 de nivel mai înalt). În 1951, a fost modificat, având din acest an 3 clase de școală superioară + 4 de nivel mai înalt. 
Printre facilități se numără Capela Sfânta Treime, instituții sportive și recreative, dormitoare, o infirmerie, un azil, oficii și o bibliotecă a școlii cu colecția sa istorică de cărți, jurnale și manuscrise. Biblioteca conține peste 120.000 de cărți. 
Școala teologică a avut 990 de absolvenți, iar mulți au devenit preoți, episcopi, arhiepiscopi, savanți și patriarhi. Mulți foști studenți sunt înmormântați în pământul școlii. Creștini ortodocși din toată lumea au frecventat și absolvit școala teologică. Așadar, absolvenții sunt răspândiți în toată lumea.

## Închiderea forțată
În 1971, părți ale Dreptului Universității Private au fost numite neconstituționale de Curtea Constituțională a Turciei, care a decis ca toate colegiile private să fie afiliate unei universități administrate de stat sau închise. S-a afirmat în articolul 130 al Constituției Turciei din 1961 că: 
„Organizațiile au dreptul de a înființa colegii nonprofit care dă fie sub controlul și inspecția statului.”
În orice caz, articolul 132 susține că:
„Doar Forțele Armate Turcești și poliția au dreptul de a deschide colegii private.”
Secțiunea de seminar a școlii de la Halki a fost închisă și deși școala superioară a rămas deschisă, guvernul turc n-a permis mai mult studenților să o frecventeze. În prezent, școala este folosită doar pentru conferințe, inclusiv Simpozionul Ecologic Internațional.
Pe 2 noiembrie 1998, o agenție a guvernului turc a ordonat desființarea Consiliului de Administrație al Halki. Critica internațională a cauzat anularea acestui ordin pe 25 noiembrie 1998.

## Riscurile Seminarului

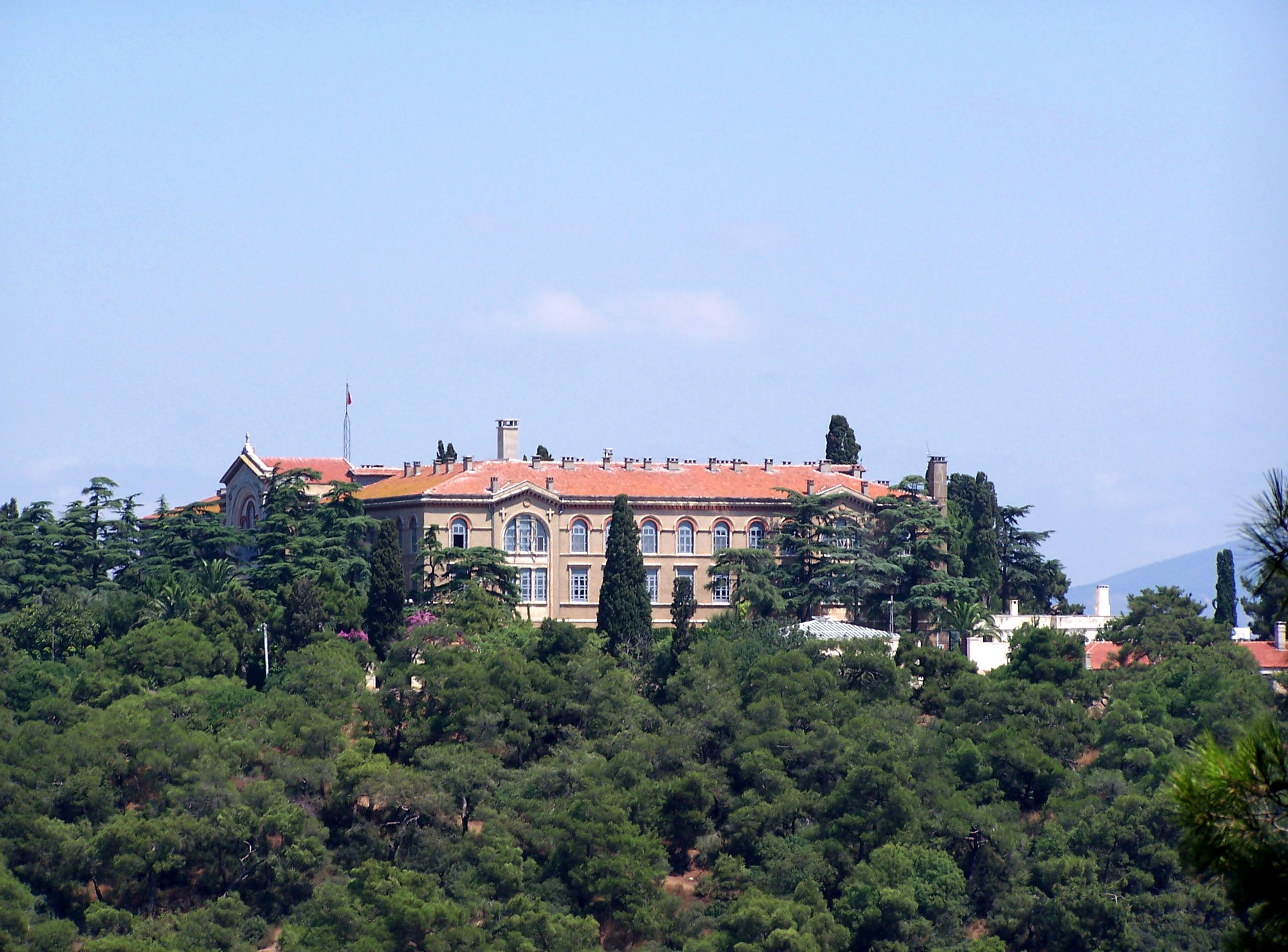
Școala Teologică din Halki pe vârful Dealului Speranței.

În noiembrie 2007, Paraclisul „Schimbarea la Față a Domnului” a seminarului din Halki, construit în secolul 17, care a supraviețuit cutremurului din iunie 1894, a fost aproape în totalitate demolat de Gărzile Forestiere, subordonate autorității forestiere turcești. N-a avut loc nici un avertisment anticipat cu privire la lucrările de demolare organizate de guvernul turc. Acestea au fost oprite doar după apelurile Patriarhului Ecumenic.

## Campania de redeschidere a seminarului
Seminarul din Halki a primit atenție internațională în ultima perioadă. În octombrie 1998, ambele camere ale Congresului Statelor Unite au votat rezoluții ce au susținut redeschiderea Halki. De asemenea, Uniunea Europeană a ridicat problema ca parte a negocierilor cu privire la aderarea Turciei la UE. Președintele SUA, Bill Clinton, a vizitat Halki în cadrul vizitei sale în Turcia din 1999 și i-a cerut președintelui turc Süleyman Demirel să permită redeschiderea școlii.
Într-o cuvântare ținută în fața Parlamentului Turciei pe 6 aprlilie 2009, președintele SUA Barack Obama a reafirmat necesitatea ca Turcia să permită redeschiderea seminarului din Halki:
„Libertatea religiei și exprimării a dus la o societate civilă puternică și vibrantă ce numai întărește statul, de aceea pași precum redeschiderea Seminarului din Halki va trimite un astfel de semnal important în cadrul Turciei și în afara ei.”
Aceste sentimente le-a manifestat și Secretarul de Stat al SUA  Hillary Clinton la o masă în cinstea invitatului lor, Patriarhul Ecumenic Bartolomeu I. 
Comentatorii au notat că pe când guvernul turc ar putea la nivel exterior să pară că susține redeschiderea seminarului, mișcările actuale în această privință nu sunt în curs de desfășurare din cauza obstacolelor politice interne. Aranjamentele pentru redeschidere necesită amendamente constituționale, ce pot fi folosite de partidele de opoziție pentru a alimenta retorica naționalistă.
În 2010, un jurnalist de la ziarul turc Today's Zaman i-a întrebat pe oficialii Patriarhiei Ecumenice dacă nu au de gând să pună problema la Curtea Europeană a Drepturilor Omului. Oficialii  Patriarhiei au răspuns că nu vor să încerce acest fel de acțiune. În orice caz, Patriarhul Bartolomeu a menționat că s-ar putea să trebuiască s-o facă, dacă nu va avea loc nici un progres în ceea ce privește redeschiderea școlii teologice.
În martie 2012, a avut loc o întâlnire în Coreea de Sud între prim-ministrul Turciei, Erdoğan, și președintele Statelor Unite, Barack Obama. La această întâlnire, premierul Erdoğan a menționat în convorbirea cu președintele Obama că Seminarul din Halki va fi redeschis, această acțiune fiind parte a eforturilor Turciei de la proteja minoritățile religioase. 
În ianuarie 2013, ziarul turc Today's Zaman a publicat știri potrivit cărora Consiliul Fundațiilor a întors 190 de hectare (470 acri) Fundației Mănăstirii Aya Triada, care este proprietarul Seminarului din Halki. În acel moment a fost cea mai mare returnare de proprietate imobilă către o minoritate în cadrul națiunii turce. Cea mai mare parte a proprietății returnate includea pământul împădurit din jurul seminarului. 
Pe 30 ianuarie 2013, Secretarul de Stat al SUA, Hillary Clinton, a scris Patriarhiei Ecumenice, afirmându-și susținerea pentru redeschiderea Halki și făcând legătură între contiuarea existenței sale și libertățile religioase și dialogul inter-etnic din Turcia și lumea islamică.
Există o puternică opoziție împotriva redeshiderii școlii din partea forțelor politice naționaliste și islamiste din Turcia, în special Partidul Mișcarea Naționalistă (MHP) și Partidul Fericirii (SP), dar și secularul Partid Popular Republican (SP), precum și Partidul Justiției și Dezvoltării, aflat acum la putere. 

## Absolvenți
În istoria școlii teologice au existat în total 990 de absolvenți, printre care:
- Sfântul Hrisostom al Smirnei
- Sfântul Rafail de Brooklyn
- Antim I
- Patriarhul Ecumenic Bartolomeu I al Constantinopolului
- Patriarhul Ecumenic Demetrios I al Constantinopolului
- Patriarhul Ecumenic Athenagoras I al Constantinopolului
- Patriarhul Ecumenic Constantin VI al Constantinopolului
- Patriarhul Ecumenic Gherman V al Constantinopolului
- Patriarhul Ecumenic Maxim V al Constantinopolului
- Patriarhul Parthenius III al Alexandriei
- Arhiepiscopul Chrysanthus al Atenei
- Arhiepiscopul Spiridon al Atenei
- Arhiepiscopul Spiridon al Americii
- Arhiepiscopul Mihail al Americii
- Arhiepiscopul Iakovos al Americii
- Arhiepiscopul Stelian
- Cornelius de Petra
- Christoforos Knitis
- Macarie II
- Ioakeim Martianos
- Mitropolitul Nikiforos de Didymoteicho, Orestiada și Soufli
- Mitropolitul Panteleimon al Belgiei
- Theophylactos Papathanasopoulos
- Pantelimon Kotokos
- Nikolaos Xexakis